# Horror

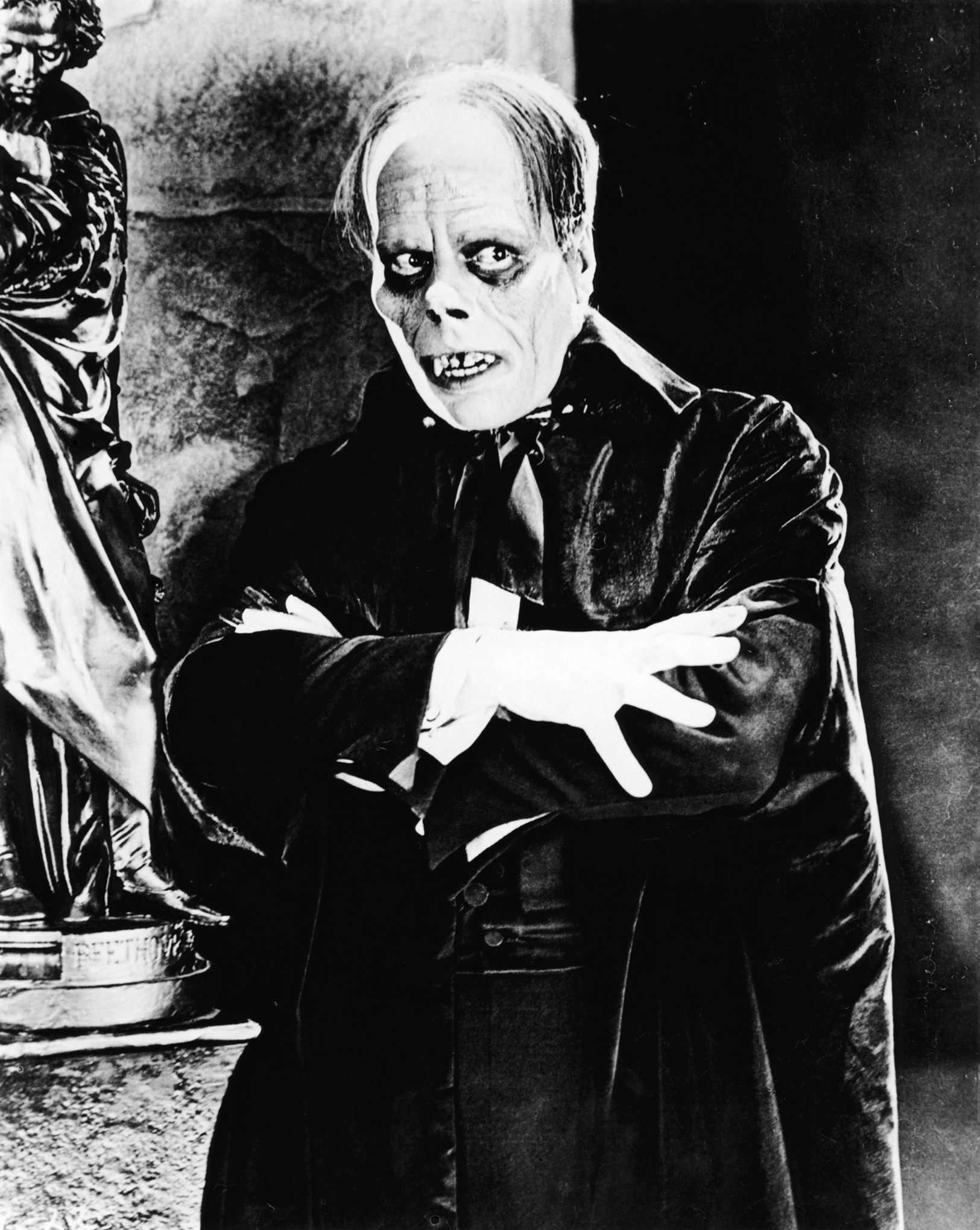
Kadr z filmu Upiór w operze

Horror (łac. horror - strach), fantastyka grozy – odmiana fantastyki polegająca na budowaniu świata przedstawionego na wzór rzeczywistości i praw nią rządzących po to, aby wprowadzić w jego obręb zjawiska kwestionujące te prawa i niedające się wytłumaczyć bez odwoływania się do zjawisk nadprzyrodzonych. Źródła takiego postrzegania horroru związane są bezpośrednio z samym powstaniem literackiego gatunku horroru i zasadniczo do niego się odnoszą. W horrorze filmowym definicja ta ewoluowała na przestrzeni ostatniego stulecia, głównie przez rozkwit kina eksploatacji, które miało miejsce w latach 70. XX wieku.
Celem filmowego horroru jest wywołanie u widza klimatu grozy, niepokoju lub obrzydzenia i szoku. Głównymi motywami horrorów są zazwyczaj seryjni mordercy, wampiry, demony, duchy, wilkołaki, nawiedzone budynki, kanibale lub zombie. Fabuła może być oparta na realnym zagrożeniu i strachu, których głównym motywem są zazwyczaj psychopatyczni zabójcy, gwałciciele, epidemia wirusa, groźne zwierzę, pobicia lub koszmarne wspomnienia/wizje głównego bohatera. Elementem, dzięki któremu można rozróżnić taki rodzaj horroru od thrillera, jest poziom przemocy w nim zawarty i liczna obecność scen gore.

## Literatura
W literaturze europejskiej horror jako osobny gatunek wyłonił się między połową XVIII wieku, a pierwszą ćwiercią XIX wieku, jako efekt ewolucji powieści gotyckiej. Za prekursorską powieść z tego gatunku uznaje się utwór Frankenstein Mary Shelley.

### Klasyka
- Howard Phillips Lovecraft (mitologia Cthulhu)
- Mary Shelley (Frankenstein)
- Bram Stoker (Drakula)
- Stefan Grabiński
- Gaston Leroux (Upiór w operze)
- Robert Louis Stevenson (Doktor Jekyll i pan Hyde)
- Edgar Allan Poe

### Współczesna

#### Zagraniczna
- Stephen King
- Dean Koontz
- Anne Rice
- Brian Lumley
- Clive Barker
- James Herbert
- Graham Masterton
- Guy N. Smith
- Jack Ketchum
- Joe Hill
- Ramsey Campbell
- Ira Levin

#### Polska
- Anna Kańtoch
- Jacek Piekara
- Łukasz Orbitowski
- Jakub Ćwiek
- Jarosław Grzędowicz
- Maja Lidia Kossakowska
- Dawid Kain
- Kazimierz Kyrcz
- Izabela Szolc
- Magda Parus
- Andrzej Sarwa
- Robert Cichowlas
- Stefan Darda
- Andrzej Pilipiuk

## Film

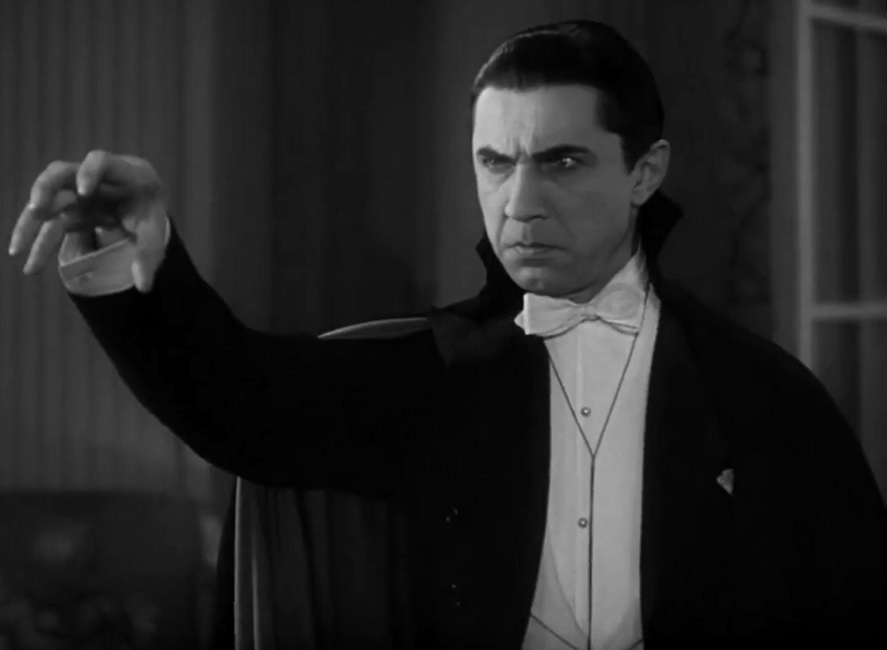
Béla Lugosi jako Drakula (1931)

Początki kina grozy sięgają przełomu wieku XIX i XX (Georges Melies i jego filmy o potworach). Gatunek horroru wiele zawdzięcza niemieckiemu ekspresjonizmowi w filmie, który po I wojnie światowej stworzył kilka arcydzieł kina grozy (m.in. Gabinet doktora Caligari, Zmęczona śmierć, Gabinet figur woskowych, Golem oraz Nosferatu – symfonia grozy). W Hollywood w latach 20. powstały Dzwonnik z Notre Dame i Upiór w operze.
W latach 30. w amerykańskich studiach, szczególnie w Universal Studios, stworzono klasyczne dziś horrory z postaciami Draculi (w którego wcielił się Béla Lugosi), Frankensteina, gdzie w roli monstrum wystąpił Boris Karloff (oba filmy pochodzą z 1931), i Mumii z Karloffem (1932). Wszystkie te filmy miały wielką liczbę remake’ów.
Po II wojnie światowej w latach 50. wzrosła popularność horrorów science fiction opowiadających o walce z istotami pozaziemskimi lub o skutkach promieniowania po wybuchu bomby atomowej (np. Godzilla). Do klasyki filmów z tego podgatunku drugiej połowy XX wieku należą m.in. Inwazja porywaczy ciał w reżyserii Dona Siegela, Obcy – ósmy pasażer Nostromo w reżyserii Ridleya Scotta oraz Coś w reżyserii Johna Carpentera.
W drugiej połowie lat 50. i w latach 60. w Wielkiej Brytanii działała wytwórnia Hammer Films, specjalizująca się w realizacji gotyckich horrorów z gwiazdami Peterem Cushingiem i Christopherem Lee. Były to najczęściej remaki klasycznych filmów z postaciami Draculi, Frankensteina i mumii. W tym samym czasie w American International Pictures (AIP), wyprodukowano serię adaptacji opowiadań Edgara Allana Poego z udziałem Vincenta Price’a. Duży wpływ na rozwój gatunku miał także thriller Psychoza w reżyserii Alfreda Hitchcocka.
Dziś do klasyków, oprócz filmów wymienionych powyżej, zalicza się produkcje z lat 60., 70. i 80. XX w. np. Noc żywych trupów i jego kontynuacje George’a A. Romero, Dziecko Rosemary na podstawie powieści Iry Levina, Egzorcystę, serię Koszmar z ulicy Wiązów, Piątek 13. i Halloween, które wykreowały postacie Freddy’ego Kruegera, Jasona Voorheesa i Michaela Myersa. Począwszy od roku 1976, gdy Brian de Palma nakręcił film Carrie na podstawie powieści Stephena Kinga, autor ten wywiera wielki wpływ na gatunek. Jego bardzo popularne powieści i opowiadania są tworzywem literackim dla filmów grozy, zyskujących uznanie i przychylność widzów (np. Lśnienie w reżyserii Stanleya Kubricka przez wielu uznawane jest za horror idealny).
W drugiej połowie lat 90. wzrosło znaczenie kina japońskiego – horrory takie jak The Ring: Krąg, Klątwa Ju-on czy Dark Water uzyskały wysoką sprzedaż na całym świecie.
Wyróżnia się kilka rodzajów horrorów w kinie. Współcześnie często spotykane są gatunki gore oraz slasher, natomiast w internecie horror analogowy.

## Gry komputerowe
Najpóźniej horror wykształcił się w grach komputerowych. Na przełomie lat 80. i 90. XX wieku powstawały pierwsze gry-horrory, np. Elvira (dwie części), Waxworks, Bram Stoker’s Dracula. W drugiej połowie lat 90. horror stał się bardzo popularnym tematem gier komputerowych, np. Blood, Resident Evil, Silent Hill czy Doom.

## Komiks
- Kaznodzieja
- 30 dni nocy
- Mroczne dni
- Abra Makabra
- Hellraiser
- Piekielne wizje
- Sandman
- Hellboy
- Hellsing